# Johanneskirche (Teheran)
Die Armenische Evangelische Kirche St. Johannes (persisch کلیسای سنت جان), auch Zentrale Evangelische Kirche St. Johannes oder armenisch Surp Hovhannes (armenisch Սուրբ Յովհաննէս Եկեղեցի) ist eine Kirche in der iranischen Hauptstadt Teheran, die im Jahre 1876 geweiht wurde. Sie ist eine von vier Kirchen der Armenischen Evangelischen Kirche des Iran (alle in Teheran), von diesen die älteste und gleichzeitig deren Hauptkirche.

## Standort
Die Armenische Evangelische Kirche St. Johannes in Teheran steht im Straßenkarree der Mirzaye-Schirazi-Straße (ehemals Nader-Schah-Allee, einer Hauptverkehrsstraße), der von dieser nach Westen abgehenden (und weiter zur Nördlichen Villa-Straße führenden) 4. Straße und der etwas weiter nördlich ebenfalls nach Westen abgehenden, dann aber nach Süden zur 4. Straße abknickenden Arfaa-Gasse, rund 140 m östlich der Nördlichen Villa-Straße und etwa 350 m nordnordöstlich der armenisch-apostolischen Sankt-Sarkis-Kathedrale.

## Geschichte
Die Armenische Evangelische Kirche im Iran geht auf die Missionstätigkeit protestantischer, presbyterianischer Missionare aus den USA zurück, die 1834 ihre Anfänge hatte. Die Situation der evangelischen Missionare im Iran war eine deutlich andere als die im Osmanischen Reich: Während die osmanischen Behörden die protestantische Mission mit dem Ziel unterstützten, die Gemeinschaft der Armenier zu spalten, traten im Iran die Behörden des Schahs den Protestanten mit großem Misstrauen entgegen, da sie zunehmenden Einfluss westlicher Mächte fürchteten. Dennoch gelang es den Missionaren, Anhänger unter den Armeniern des Iran zu gewinnen. Die presbyterianisch ausgerichtete Armenische Evangelische Kirche St. Johannes in Teheran wurde 1876 als erste armenisch-evangelische Kirche des Iran gebaut. Der protestantische Einfluss unter den Armeniern des Iran blieb jedoch im Vergleich zu dem unter den Assyrern begrenzt, wobei in Iran insgesamt die Armenier deutlich zahlreicher waren als die Assyrer. Nach einem Bericht von 1950 hatte die Evangelische Kirche in Teheran, die größte aktiv missionierende Kirche des Nahen Ostens, 815 Mitglieder, davon 285 Assyrer, 260 Armenier und 160 ehemalige Muslime. Im Jahre 1970 hatte die Evangelische Kirche des Iran 3000 Mitglieder, zu 55 % Assyrer und 21 % Armenier. Neben der armenisch-evangelischen Johanneskirche entstanden zwei weitere armenisch-evangelische Kirchen in Teheran, doch hatte die Johanneskirche eine Funktion als Hauptkirche der evangelischen Armenier. Mit ihren nur wenigen Gemeinden, konzentriert auf Teheran, blieb die Armenische Evangelische Kirche im Iran weitaus schwächer als in den ehemaligen Gebieten des Osmanischen Reiches wie Libanon oder Syrien.
Nach der Islamischen Revolution forderten die Behörden der neuen Regierung von der Armenischen Evangelischen Kirche, keine Gottesdienste auf Persisch zu halten und nur noch auf Armenisch predigen. Zudem sollten die Kirchen keine Muslime mehr in die Gottesdienste lassen, sondern diese wegschicken, da der Abfall vom Islam nunmehr streng verboten war und die neue Regierung in den Bekehrungen eine Gefahr für den Staat sah. Zu dieser Zeit war Tadewos Mikajelean (1932–1994) Pastor der Kirche, der zahlreiche christliche Texte ins Persische übersetzt hatte. Der US-amerikanische christliche Autor Mark Bradley nennt ihn als Hauptverantwortlichen für die „Gute-Nachricht“-Übersetzung des Neuen Testaments ins Persische. Michaelian wies – ebenso wie seine beiden Kollegen von der pfingstkirchlichen Gemeinde Dschama'at-e Rabbani (Versammlungen Gottes), Haik Hovsepian Mehr (1945–1994) und Mehdi Dibaj (auch Debadj, 1935–1994), der in jungen Jahren Christ geworden war – diese Forderungen zurück, da sie dem christlichen Glauben widersprächen (vgl. hierzu den Missionsbefehl Jesu Christi, Mt 28,19–20 ). Dibaj war ab 1983 inhaftiert und wurde 1993 wegen Apostasie zum Tode verurteilt. Michaelian und Hovsepian Mehr setzten sich für den Gefangenen ein, der am 16. Januar 1994 freigelassen wurde. Am 31. Januar 1994 wurde Hovsepian Mehr tot in einer Leichenhalle aufgefunden. Am 2. Juli 1994 wurde auch Michaelian und am 5. Juli 1994 Dibaj tot aufgefunden. Während evangelische Kirchenvertreter die iranische Regierung für den Tod der Pastoren verantwortlich machten, wies dies die Regierung von sich und beschuldigte kurz darauf die Volksmudschahedin dieser Tat.
Nach Tadewos Mikajeleans Tod übernahm dessen Schwiegersohn Hendrik Shanazarian als Pastor die Leitung der Gemeinde und war auch 7 Jahre lang Exekutivdirektor der Synode der Evangelischen Kirchen im Iran, bis er 2007 mit seiner Familie in die USA emigrierte, wo er in einer evangelischen Gemeinde in Los Angeles (Standort westlich von Glendale) Pastor wurde. Seit dem Mord an Michaelian und der Auswanderung seiner Familie finden in der armenisch-evangelischen Johanneskirche Teheran keine persischsprachigen Gottesdienste und auch keine Taufen von Nicht-Armeniern beziehungsweise vorherigen Muslimen mehr statt. Die Gemeinde wird inzwischen vom Pastor Sergei Shaverdian geleitet.

## Architektur
Die Armenische Evangelische Johanneskirche Teheran ist – wie die meisten evangelischen Kirchen des Nahen Ostens – eine schlichte Saalkirche auf rechteckigem Grundriss.

## Die Protestanten unter den Armeniern in Iran
Das Verhältnis der Armenischen Evangelischen Kirche zur Armenischen Apostolischen Kirche gilt als historisch belastet, da protestantische – im 19. Jahrhundert großenteils presbyterianische – Missionare Angehörige der Armenischen Apostolischen Kirche von dieser abwarben. Ab 1960 spielten aber die pfingstkirchlichen Versammlungen Gottes (Dschama'at-e Rabbani) eine größere Rolle bei den Kirchenübertritten von Armeniern: So schloss sich etwa der aus einer armenisch-apostolischen Familie stammende prominente Pastor Haik Hovsepian Mehr den Pfingstlern bereits in deren Gründungsphase 1960 an. Am 20. Mai 2002 äußerte sich der armenisch-apostolische Erzbischof von Teheran Sepuh Sargsjan scharf ablehnend über die Praxis einiger „protestantischer Sekten“, Muslime oder Armenier zur Konversion zum Protestantismus zu bewegen. Von einem armenischen Kandidaten bei den Kommunalwahlen 2013 in Teheran wird berichtet, er habe die evangelikalen Kirchen als „Teil einer Konspiration der Baha’i“ bezeichnet. Dem stehen Berichte entgegen, dass die armenisch-evangelische Gemeinde in Iran gute Beziehungen zur armenisch-apostolischen und der armenisch-katholischen Gemeinde habe und es keine Auseinandersetzungen gebe. Hervorgehoben wird das Beispiel der Armenischen Evangelischen Schule „Gohar Mesropyan“ neben der armenisch-evangelischen Johanneskirche, die auf Grund der rechtlichen Situation in Iran offiziell von der Armenischen Apostolischen Kirche betrieben wird und an der Kinder aus Familien der Armenischen Evangelischen Kirche und der Armenischen Apostolischen Kirche gemeinsam unterrichtet werden. Bei der Ordination des evangelischen Pastors Michel Aghamalian 2009 in der Johanneskirche war neben verschiedenen anderen Kirchenvertretern auch der armenisch-apostolische Erzbischof Sepuh Sargsjan anwesend.

## Gemeindeleben
Die Armenische Evangelische Johanneskirche Teheran ist eine von vier armenisch-evangelischen Kirchen des Iran, die sich alle in Teheran befinden und die im Armenischen Evangelischen Gemeindeverband zusammengeschlossen sind. Neben der Johanneskirche gibt es noch die evangelischen Kirchen Heiliggeistkirche (Hokeshounch, Ogheshunch oder Oghenusch) und Schnorhali. Im Jahre 2020 sind Sergei (Matavos) Shaverdian und Michel Aghamalian die leitenden Pastoren in der evangelischen Hauptkirche St. Johannes, während Vazrik Safarian Assistenz-Pastor ist. Die beiden Zweigkirchen von St. Johannes und die vierte armenisch-evangelische Kirche werden von diesen drei Pastoren geleitet: Die Hokeshounch-Kirche von Sergei Shaverdian, die Schnorhali-Kirche von Michel Aghamalian und die Immanuelkirche von Vazrik Safarian. Sergei Shaverdian ist zudem auch Vorsitzender des Gemeindeverbandes. Aus dieser Personalunion wird auf einen starken Personalmangel in der Armenischen Evangelischen Kirche des Iran geschlossen.

## Einrichtungen
Rund 50 m südwestlich der armenisch-evangelischen Johanneskirche befindet sich die Schule „Gohar Mesropian“ (an der südwestlichen Ecke der Kreuzung der 4. Straße mit der Arfaa-Gasse), deren offizielle Betreiberin aber die Armenische Apostolische Kirche ist. Die Schule nahm 1950 ihren Betrieb auf, und ihr derzeitiges Gebäude wurde gleichzeitig mit dem neuen Kirchengebäude in den Jahren 1963 und 1964 gebaut. 1996 hatte diese armenische Schule 300 Schüler. Die Johanneskirche hat zudem eine theologische Schule zur Ausbildung kirchlicher Mitarbeiter. Die armenisch-evangelische Kirche betreibt das Ferienlager „Evangelischer Garten“. Vierteljährlich erscheint die Zeitschrift „Surhandak“. Es gibt einen Kirchenchor und eine Sonntagsschule. Auch der Weltgebetstag der Frauen ist hier in jüngerer Zeit schon gefeiert worden.